# Jestřábí (Jičínská pahorkatina)
Jestřábí (405 m n. m.) je vrch v okrese Liberec Libereckého kraje. Leží asi 0,6 km jihozápadně od vesnice Březová na příslušném katastrálním území a území vsi Benešovice.

## Popis vrchu
Je to krátký hřbetovitý ostroh na pravém svahu údolí Mohelky v místě její ostré zatáčky ze směru západ na směr jih. Vrch, tvořený vápnito-jílovitými pískovci svrchní křídy, je oddělen dvěma příčnými vodnatými roklemi od okolních svahů, které jsou v této oblasti četnými podobnými roklemi rozčleněny do mnoha dalších ostrohů. Převýšení vrchu je 45 metrů nad dnem údolí. Na jižním úpatí vrchu je vesnička Podjestřábí. Vrch je zcela zalesněný v dolních partiích listnatými porosty a v horních jehličnatý porosty.

## Geomorfologické zařazení
Vrch náleží do celku Jičínská pahorkatina, podcelku Turnovská pahorkatina, okrsku Českodubská pahorkatina a podokrsku Přibyslavická pahorkatina.

## Přístup
Automobilem je možno nejblíže přijet do Podjestřábí, Březové a Malčic. Pěší přístup na vrchol je po síti lesních cest.